# Клюкі (Поморське воєводство)
Клюки (пол. Kluki, нім. Klucken) — село в Польщі, у гміні Смолдзіно Слупського повіту Поморського воєводства.
Населення — 95 осіб (2011).
У 1975-1998 роках село належало до Слупського воєводства.

## Демографія
Демографічна структура станом на 31 березня 2011 року:
|          | Загалом | Допрацездатний вік | Працездатний вік | Постпрацездатний вік |
| -------- | ------- | ------------------ | ---------------- | -------------------- |
| Чоловіки | 46      | 10                 | 33               | 3                    |
| Жінки    | 49      | 12                 | 26               | 11                   |
| Разом    | 95      | 22                 | 59               | 14                   |